# Halichoerus grypus macrorhynchus
Sous-espèce
Synonymes
- Halichoerus grypus baltica Nehring, 1886[2]
- Halichoerus grypus balticus[3]
- Halichoerus grypus grypus (Fabricius 1791) (préféré par NCBI)[4]
- Halichoerus grypus macrorhynchus[4]

Halichoerus grypus macrorhynchus est l'une des deux sous-espèces de phoques gris.

## Répartition
Ce phoque vit dans la mer Baltique.